# Musée militaire Elgin
Le Musée militaire Elgin (anglais : Elgin Military Museum) est un musée militaire canadien situé à St. Thomas, dans le sud-ouest de l'Ontario. Sa mission vise à préserver l'héritage historique local de la guerre de 1812 et à mettre en valeur le rôle joué par les Forces armées canadiennes dans le cadre d'opérations contemporaines de maintien de la paix.

## Histoire

### Les débuts

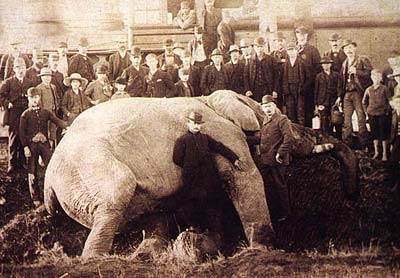
Jumbo, le 15 septembre 1885, jour de sa mort.

Le Musée militaire Elgin a été ouvert par des anciens combattants en 1982 afin de reconnaître la contribution d'autres citoyens qui, comme eux-mêmes, ont été appelés à répondre à des circonstances exceptionnelles en temps de guerre.
Il raconte l'histoire des résidents du comté d'Elgin, de la guerre de 1812 aux opérations contemporaines en Afghanistan. Les expositions incluent des maquettes de navires du XIXe siècle créées par des artisans de renom ainsi qu'une collection de 600 insignes de l'ONU et de l'OTAN. Deux véhicules de transport de troupes blindés M113 faisant partie de la collection permanente du musée sont exposés à l'extérieur.
Le Musée militaire Elgin est possiblement le seul musée en Amérique du Nord qui possède un enclos pouvant accueillir un éléphant. Jumbo, le plus gros éléphant à avoir été maintenu en captivité, est mort à St. Thomas le 15 septembre 1885. À l'occasion du centenaire de sa mort en 1985, un monument grandeur nature de cet animal a été érigé au sommet d'une colline à une centaine de mètres de la rue du Musée. La statue a été éventuellement relocalisée dans le terrain de stationnement du musée sur la rue Talbot.

### Le projet de sous-marin musée
La direction du musée projette l'acquisition d'un sous-marin de classe Oberon ayant servi dans la Marine royale canadienne durant la Guerre froide. D'une longueur de près de 90 m (295 pieds) et faisant cinq étages de haut, le NCSM Ojibwa deviendra le plus grand artéfact de la collection du musée. Puisque la ville de St. Thomas est enclavée, le sous-marin deviendra la principale attraction d'une succursale du musée qui sera établie à Port Burwell (en), à environ 45 km au sud-est, sur les rives du lac Érié.
À la suite d'une entente conclue avec la Défense canadienne en mai 2012, le sous-marin doit être déplacé de Halifax à Port Burwell en 2012 et il sera ouvert au public en 2013.

## Galerie

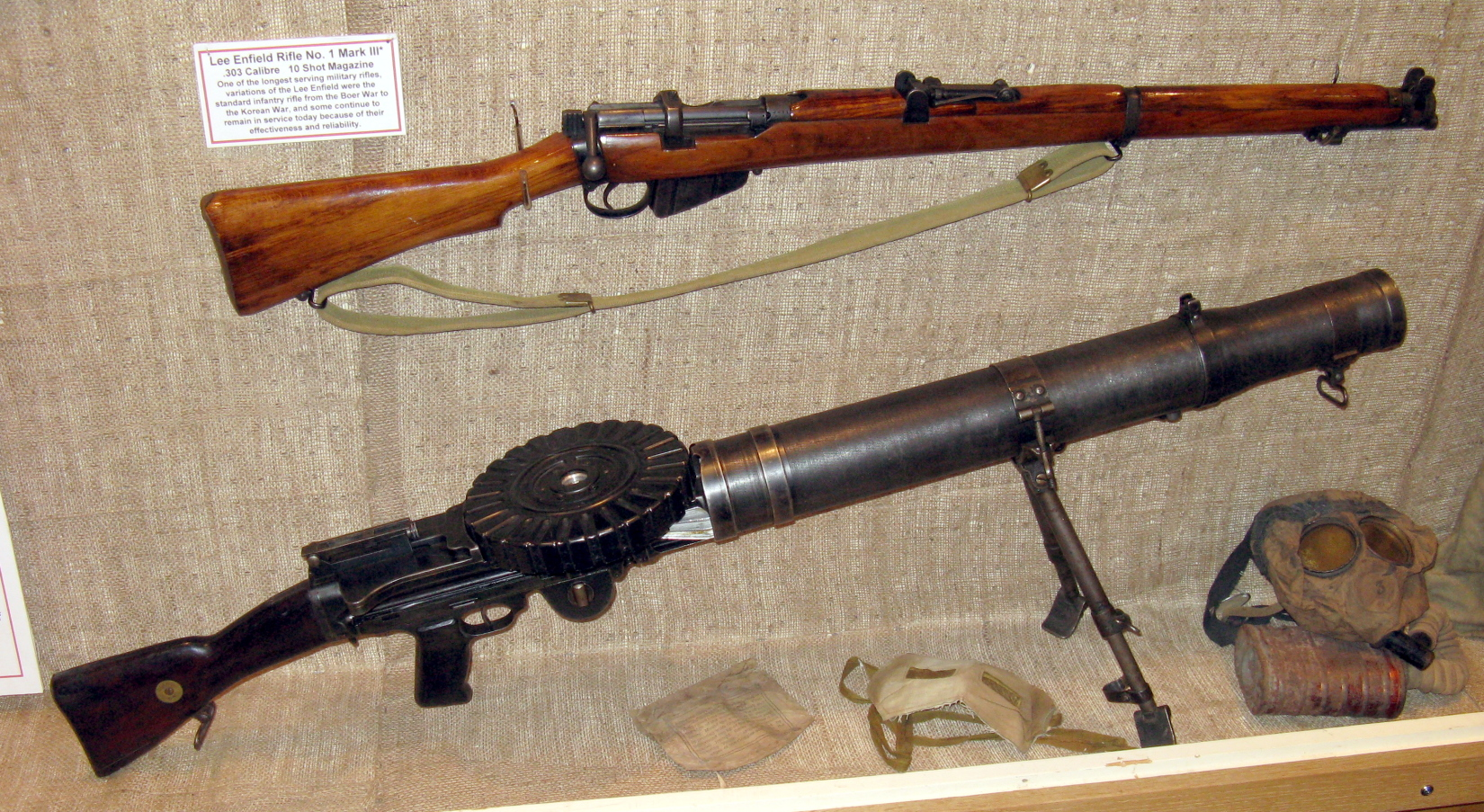
Lewis gun et Lee-Enfield No 1. Mk 2
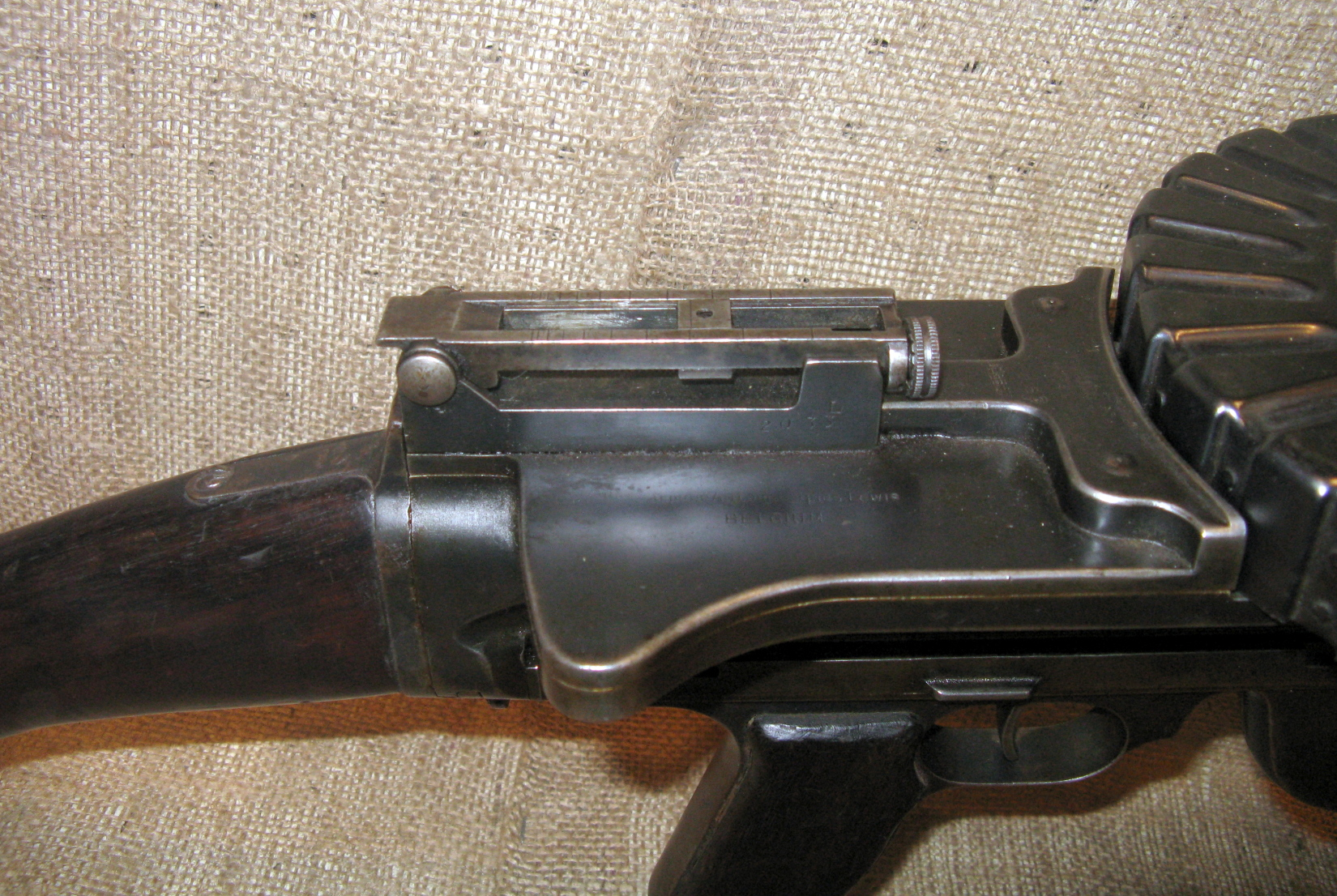
Lewis gun
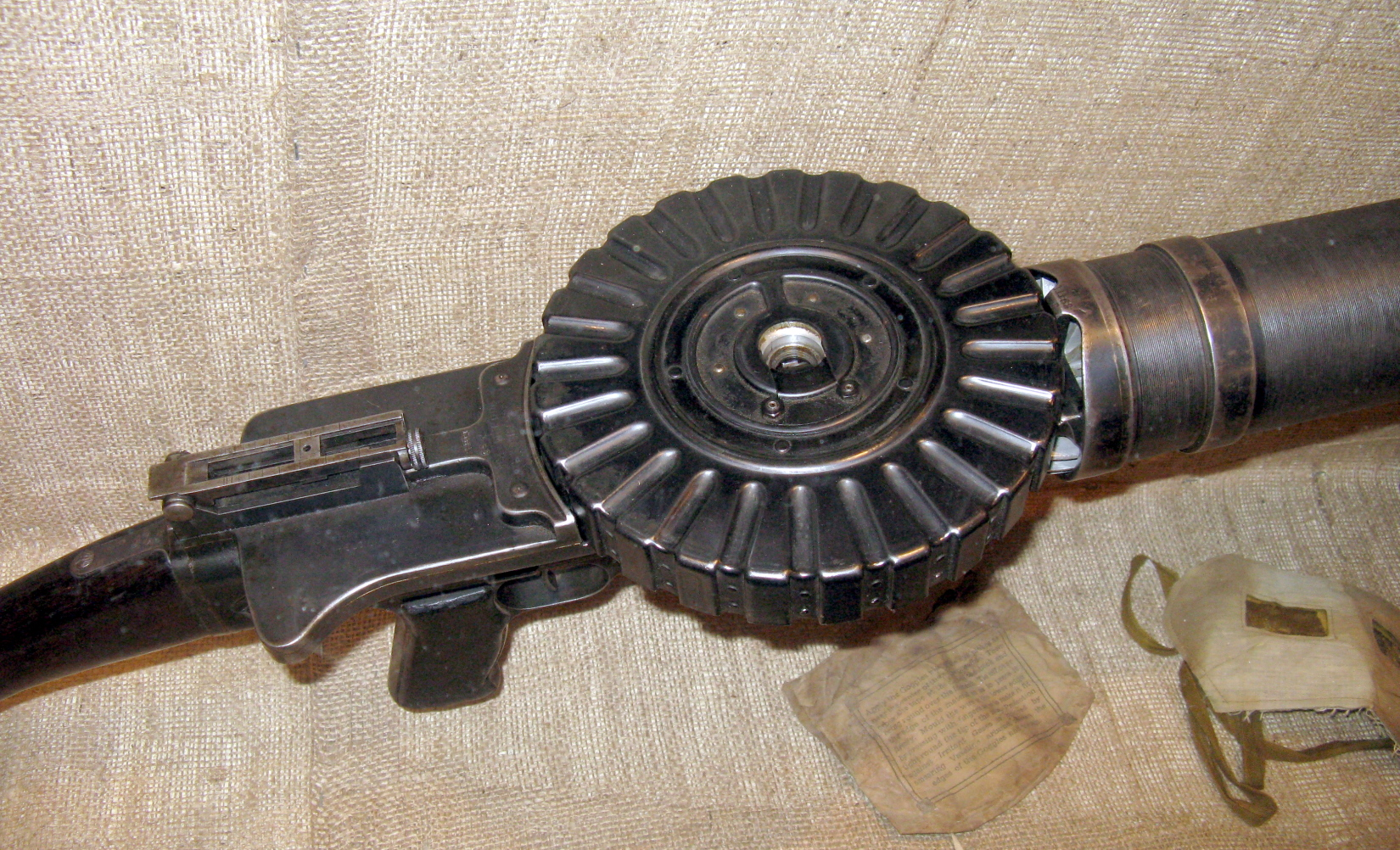
Lewis gun
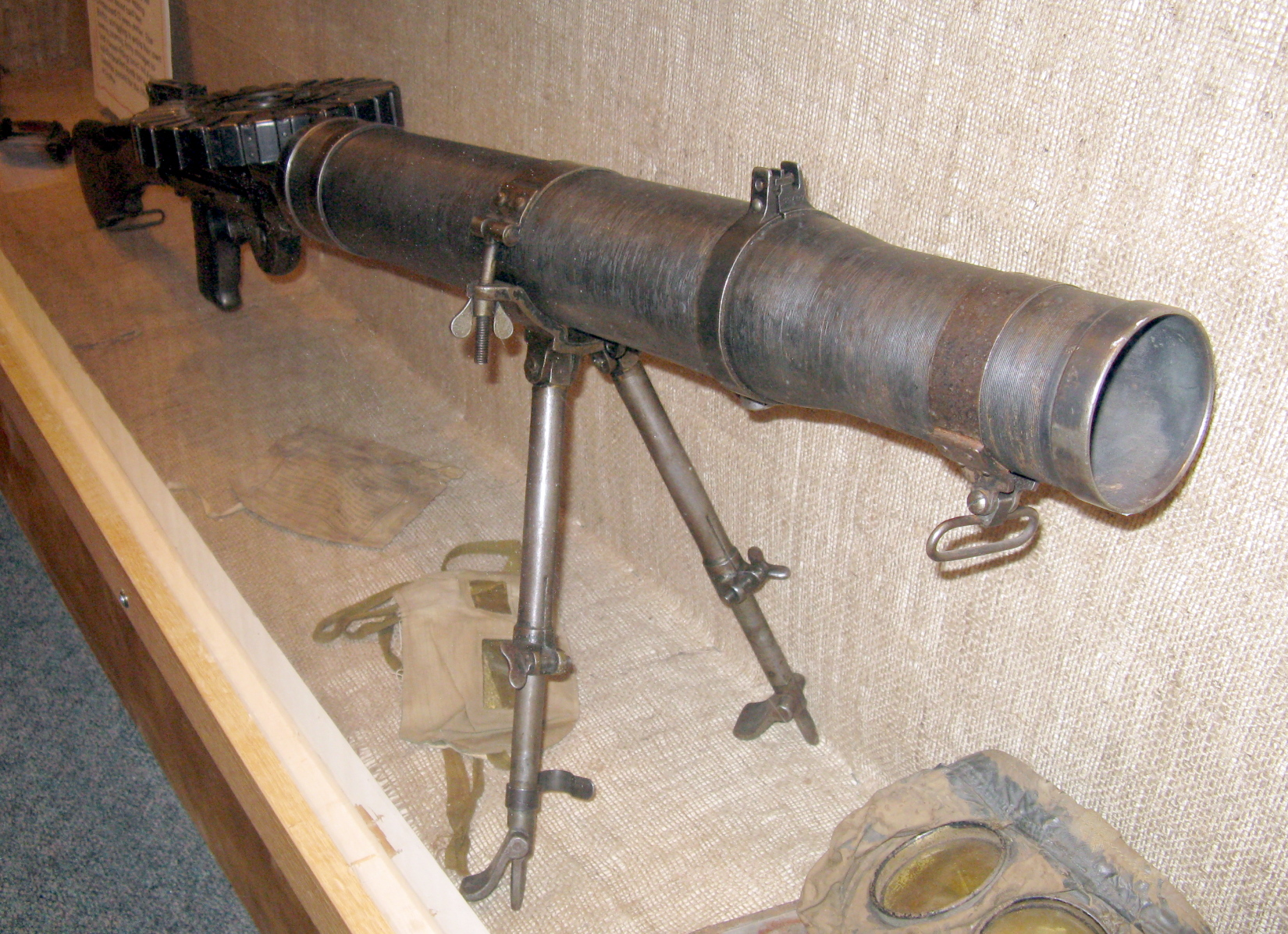
Lewis gun
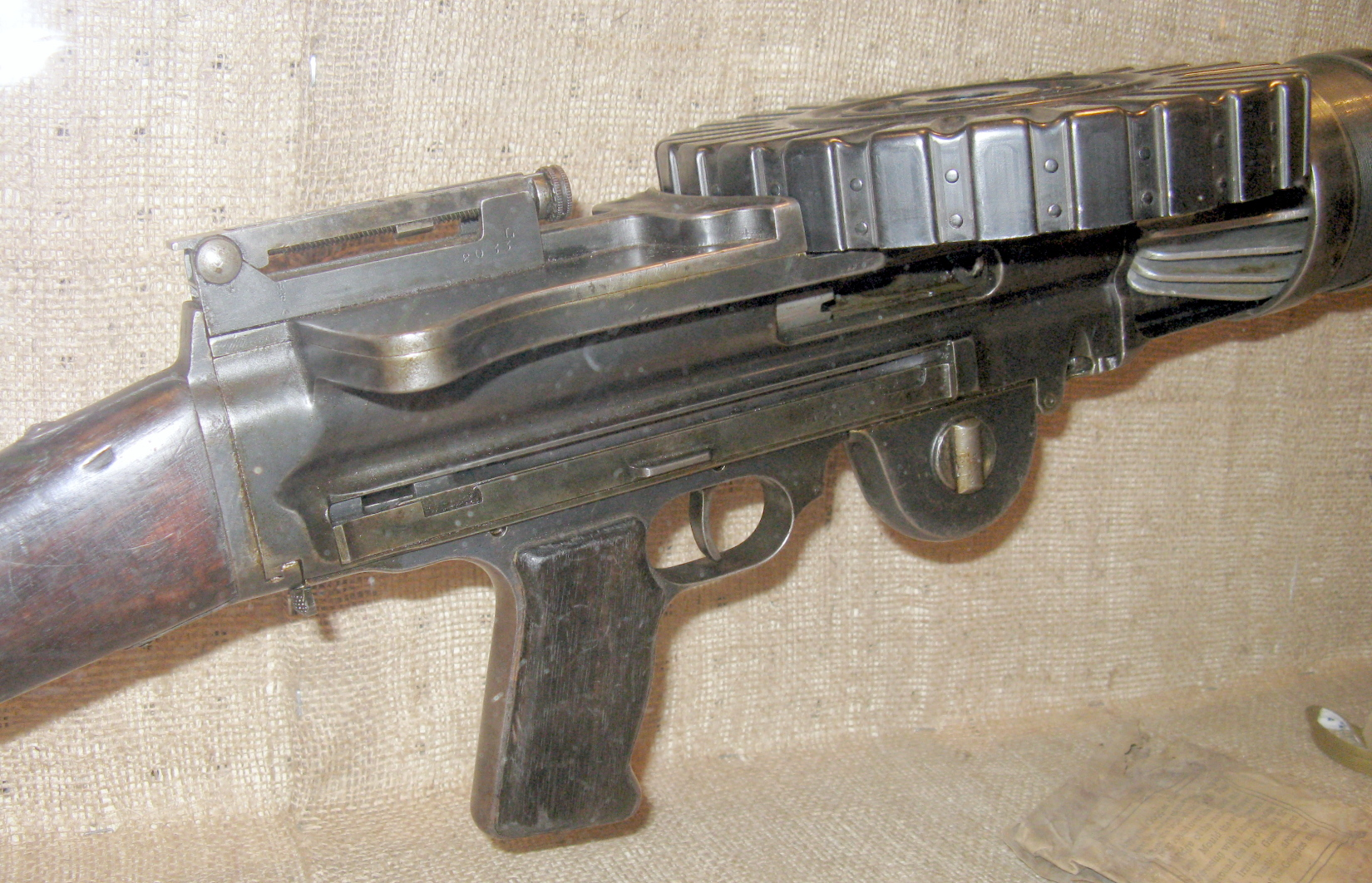
Lewis gun
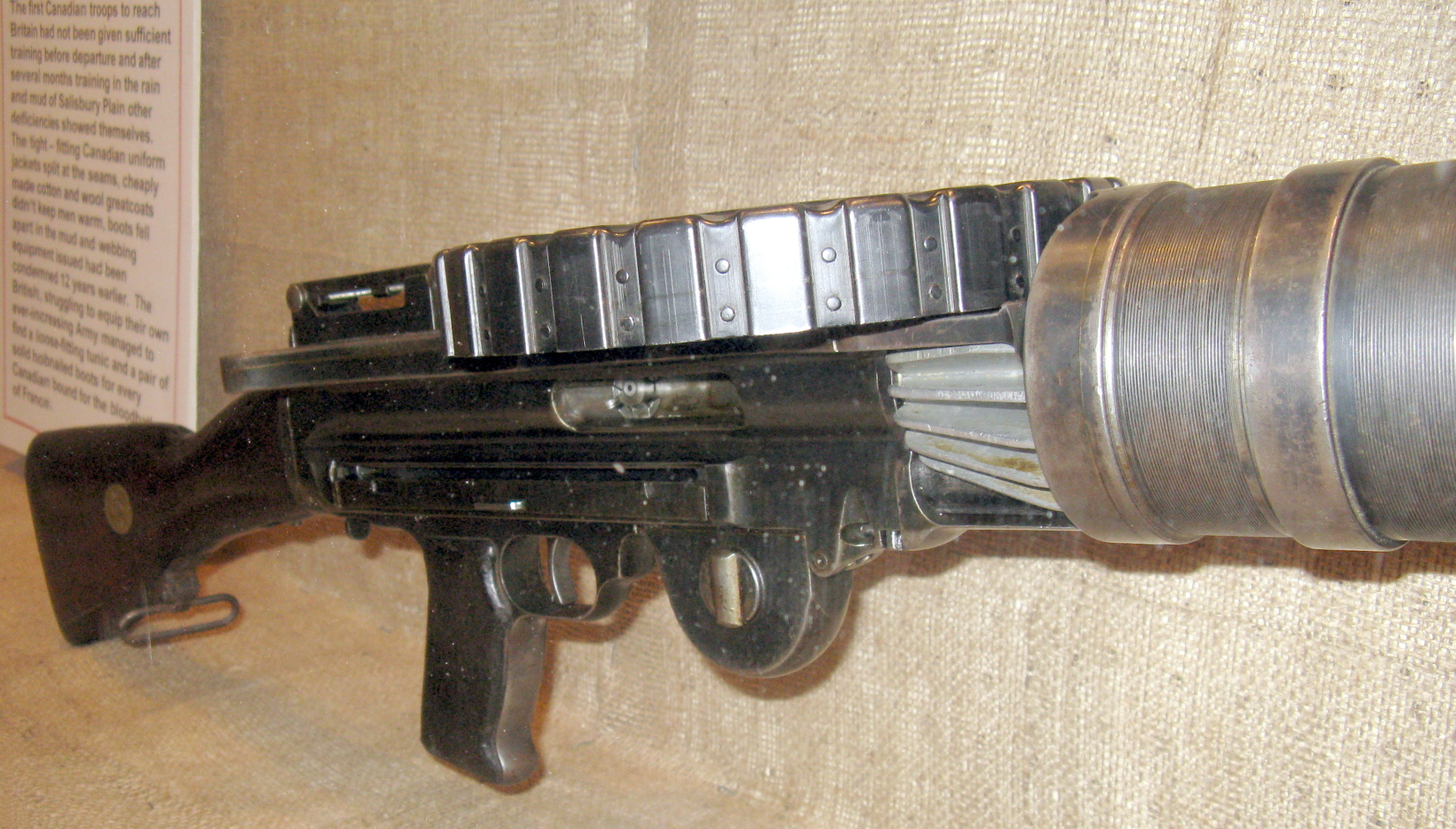
Lewis gun
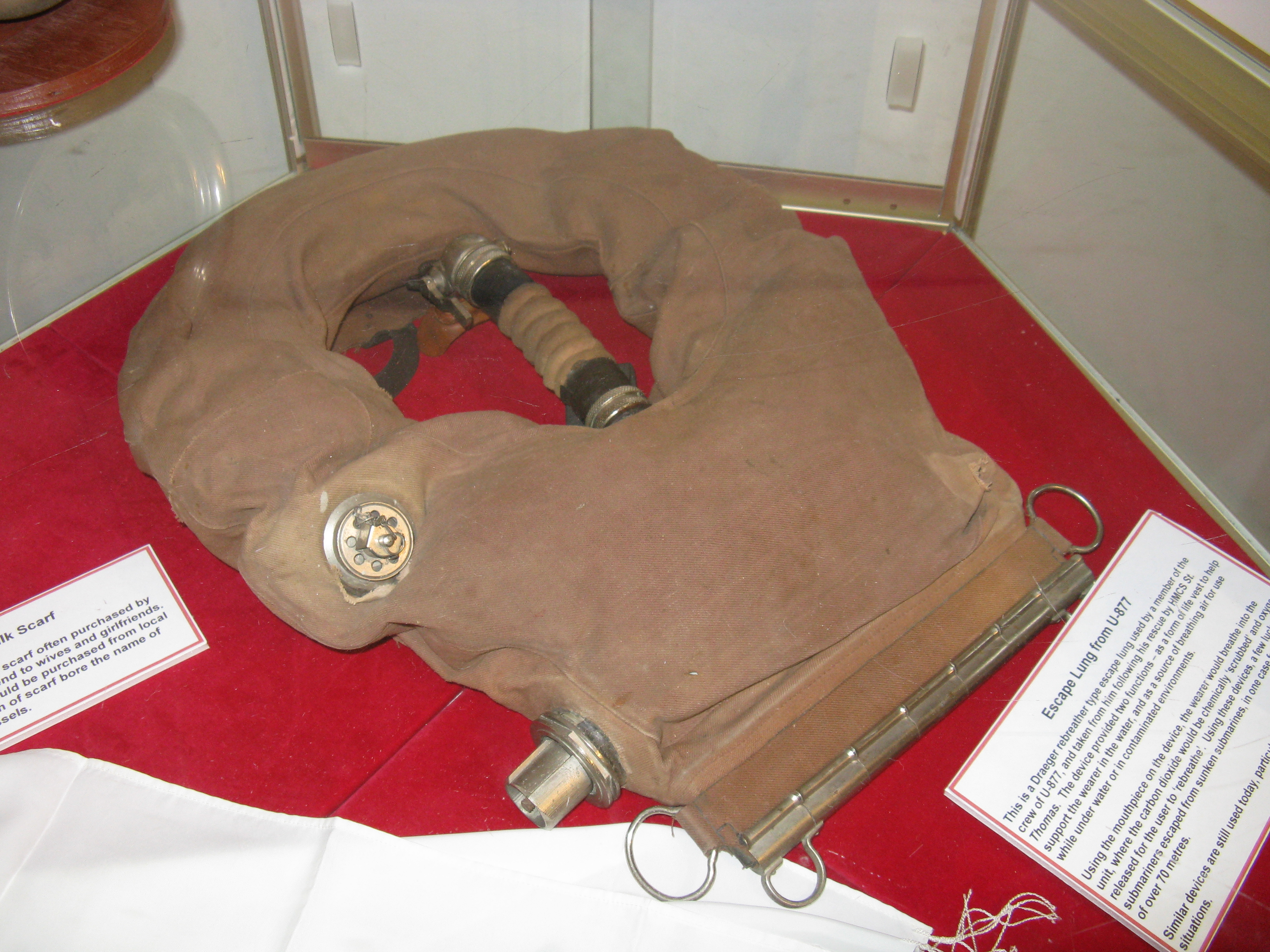
Appareil de respiration d'un U-boot allemand